# 朱敬鑃
宜川王朱敬鑃（？—1652年），是明朝宜川莊靖王朱志堢之後裔，但其世系不可考，南明政府於封他為宜川王，但其年份不詳，永曆六年七月他去世，至此明朝宜川國滅亡。

## 家庭

### 子女

#### 子
無